# Grande Oleoduto do Nilo

A rota tomada pelo Grande Oleoduto do Nilo é mostrada neste mapa da USAID de 2001. As fronteiras estatais mudaram desde 2001

Grande Oleoduto do Nilo é um importante oleoduto de exportação de petróleo no Sudão. Estende-se por cerca de 1.600 quilômetros (990 milhas) dos quais cerca de 1,8 quilômetros são submarinos.  Foi construído pela Greater Nile Petroleum Operating Company (GNPOC) e a operação iniciou em 1999.  É operado pela China National Petroleum Corporation (CNPC), que também detém 40% das stakeholders na GNPOC. 
Inicialmente, o oleoduto começou no campo petrolífero de Heglig no estado do Cordofão do Sul.  Desde 1999, o oleoduto foi ampliado e agora começa no campo petrolífero de Unidade. O oleoduto se estende até a refinaria de petróleo bruto de Porto Sudão, no Mar Vermelho, através dos Montes Nuba e Cartum. 